# スーパーマーケット・クラウン
クラウン産業株式会社（クラウンさんぎょう、CROWN Co.,Ltd）は、神奈川県茅ヶ崎市を中心に、食料品を主体とするスーパーマーケットを運営していた企業。略称はクラウン。

## 概要
1962年（昭和37年）8月9日に設立し、同年12月16日に茅ヶ崎市若松町1-6に本村店を開店してスーパーマーケットの運営を始めた。
1964年（昭和39年）7月3日に海岸店を開店してチェーン展開を開始して、1966年（昭和41年）2月10日に鎌倉市材木座6-3-2に鎌倉店を開店して鎌倉市へ進出し、1968年（昭和43年）4月15日に藤沢市辻堂1576に辻堂店を開店して藤沢市にも進出した。
1978年（昭和53年）12月に移転・新築する形で（2代目）若松店を開店し、1979年（昭和54年）2月12日に同店2階に約100m2のコミュニティーホールを開設した。
2010年（平成22年）にCGCに加盟した。
2016年（平成28年）10月現在は、茅ヶ崎市内にて4店舗（若松店・海岸店・浜須賀店・香川店）を運営していた。
2017年（平成29年）3月17日、横浜地方裁判所第3民事部に自己破産申請を行い、裁判所より破産手続の開始決定が行われた。これに伴い茅ヶ崎市内の全店舗を閉鎖した。負債額は約2億円。
破産手続開始決定後は、本店所在地を東京都中央区京橋へ移転している。

## 沿革
- 1962年（昭和37年）
  - 8月9日 - クラウン産業株式会社を設立[1][2][4]。
  - 12月16日 - 茅ケ崎市若松町1-6に本村店を開店してスーパーマーケットの運営を開始[1]。
- 1964年（昭和39年）7月3日 - 海岸店を開店してチェーン展開を開始[1]。
- 1966年（昭和41年）2月10日 - 鎌倉店を開店して鎌倉市へ進出[5]。
- 1968年（昭和43年）4月15日 - 辻堂店を開店して藤沢市にも進出[6]。
- 1978年（昭和53年）12月 - 移転・新築する形で（2代目）若松店を開店[7]。
- 1979年（昭和54年）2月12日 - （2代目）若松店2階にコミュニティーホールを開設[7]。
- 2010年（平成22年） - CGCに加盟[広報 1]。
- 2017年（平成29年）3月17日 - 横浜地方裁判所に自己破産申請し、即日破産手続開始決定を受ける[8]。同時に全店舗閉鎖[要出典][9]。

## かつて存在した店舗

### 茅ヶ崎市
- 本村店 → 若松店（茅ヶ崎市若松町1-6[1][11]、1962年（昭和37年）12月16日開店[1]）

売場面積264m2
登記上の本店が置かれていた。
- （2代目）若松店（茅ヶ崎市若松町2-24[2]、1978年（昭和53年）12月開店[2][7]）

売場面積340m2、駐車台数約12台。
初代店舗を移転する形で開店し、1979年（昭和54年）2月12日に2階に約100m2のコミュニティーホールを開設した。
- 海岸店（茅ヶ崎市中海岸1-2-45[1]、1964年（昭和39年）7月3日開店[1]）

売場面積275m2
- 小和田店[1] → 松浪店[2]（茅ヶ崎市富士見町12-6[2]（旧・5805[1]）、1969年（昭和44年）12月26日開店[1]）

売場面積270m2
- 東小和田店（茅ヶ崎市菱沼3-3-41[14]、1976年（昭和51年）10月開店[13]）

売場面積328m2
- 東陶売店（茅ヶ崎市旭ヶ丘5 東陶女子寮内[15]、?開店）

売場面積33m2
- 松林店（茅ヶ崎市本村3-16-20[14]、1973年（昭和48年）3月開店[2]）

売場面積220m2
- 浜須賀店（茅ヶ崎市松が丘2-10-16[14]、1977年（昭和52年）12月開店[2]）

売場面積425m2、駐車台数約39台。
- 香川店（茅ヶ崎市香川字中通1216[16]、1980年（昭和55年）3月6日開店[16]）

売場面積300m2、駐車台数約14台。

### 鎌倉市
- 鎌倉店（鎌倉市材木座6-3-2[5]、1966年（昭和41年）2月10日開店[5]）

売場面積145m2

### 藤沢市
- 辻堂店（藤沢市辻堂1576[6]、1968年（昭和43年）4月15日開店[6]）

売場面積229m2

## 事業所
- 商品センター（茅ヶ崎市若松町1-6[2]、1979年（昭和54年）3月開設[2]）

面積264m2

### 広報など1次資料
1. 1 2  『会社概要』（プレスリリース）クラウン産業株式会社。2024年7月16日閲覧。
2. 1 2 3 4  『店舗情報』（プレスリリース）クラウン産業株式会社。2024年7月16日閲覧。